# Artannes-sur-Thouet
Artannes-sur-Thouet – miejscowość i gmina we Francji, w regionie Kraj Loary, w departamencie Maine i Loara.
Według danych na rok 2010 gminę zamieszkiwały 434 osoby, a gęstość zaludnienia wynosiła 66 osób/km².